# I Like Your Nerve
I Like Your Nerve é um filme de comédia romântica produzido nos Estados Unidos em 1931, dirigido por William C. McGann e com atuação de Douglas Fairbanks, Jr.